# 71-405
71-405 − czteroosiowy tramwaj produkowany przez rosyjskie zakłady Uraltransmasz w Jekaterynburgu.

## Konstrukcja
Tramwaje serii 71-405 są rozwinięciem konstrukcji tramwajów 71-403. Każdy wagon 71-405 jest w całości wysokopodłogowy, 4-osiowy, jednostronny i jednokierunkowy o długości 15,8 m i szerokości 2,5 m. Pusty wagon waży około 20 t. Maksymalna prędkość jaką mogą rozwinąć wagony to 75 km/h. Jako napęd zastosowano 4 silniki asynchroniczne o mocy 54 kW każdy. Wagony są wykonane ze stali jedynie przód i tył są wykonane z tworzyw sztucznych. Drzwi są sterowane za pomocą mikroprocesora firmy Kanpus. Okna są przyciemniane. Siedzenia mocowane są do ścian, a nie jak dotąd w starszych modelach do podłogi. Tramwaje 71-405 mogą pracować w temperaturze od -45°C do +40°C. Do tramwaju prowadzą trzy pary dwuskrzydłowych drzwi, a w środku znajduje się od 22 do 32 miejsc siedzących. 

## Eksploatacja
Oficjalna prezentacja pierwszego wagonu 71-405 miała się odbyć w listopadzie 2005, jednak odbyła się ona dopiero 16 marca 2006. W sierpniu tego samego roku podpisano umowę z operatorem tramwajów w Jekaterynburgu spółką EMUP "TUT" (ЕМУП «ТТУ») na mocy której tramwaj mógł przejść testy. Wagon został wówczas przypisany do zajezdni Zachodniej w Jekaterynburgu. W czasie prób ujawnił się szereg wad. Ostatecznie 24 kwietnia 2007 tramwaj został zaakceptowany i wprowadzony do seryjnej produkcji.
Łącznie wyprodukowano 106 wagonów tego typu:
| Państwo | Miasto        | Rozstaw torów (mm) | Numery                          | Lata dostaw | Liczba | Uwagi |
| ------- | ------------- | ------------------ | ------------------------------- | ----------- | ------ | ----- |
| Rosja   | Jekaterynburg | 1524               | 003−031, 826, 829−83            | 2006−2014   | 34     |       |
| Rosja   | Moskwa        | 1524               | 3200−3202                       | 2007        | 3      |       |
| Rosja   | Niżny Tagił   | 1524               | 76, 78, 80−84, 110−119, 303−310 | 2012−2014   | 25     |       |
| Rosja   | Orzeł         | 1524               | 100                             | 2013        | 1      |       |
| Rosja   | Samara        | 1524               | 1055−1092, 1207−1211            | 2008−2009   | 43     |       |
|         |               |                    |                                 | Razem       | 106    |       |